# Leonid Iwanow (lekkoatleta)
Leonid Iwanow (ros. Леонид Иванов, ur. 25 sierpnia 1937 w Zaporożu) – radziecki lekkoatleta, długodystansowiec, olimpijczyk.
Zajął 6. miejsce w biegu na 10 000 metrów na mistrzostwach Europy w 1962 w Belgradzie.
Zwyciężył w biegu na 5000 metrów na uniwersjadzie w 1963 w Porto Alegre. Na igrzyskach olimpijskich w 1964 w Tokio zajął 5. miejsce w biegu na 10 000 metrów.
Był mistrzem ZSRR w biegu na 5000 metrów w 1965 oraz w biegu na 10 000 metrów w 1963 i 1965, a także w biegu przełajowym w 1962 i 1965. Był wicemistrzem w biegu na 5000 metrów w 1963 oraz brązowym medalistą w biegu na 10 000 metrów w 1962 i 1964.
Rekordy życiowe Iwanowa:
- bieg na 5000 metrów – 13:49,2 (15 sierpnia 1963, Moskwa)
- bieg na 10 000 metrów – 28:29,8 (31 lipca 1965, Kijów)